# Port lotniczy Melchor de Mencos
Port lotniczy Melchor de Mencos (Aeropuerto de Melchor de Mencos) – port lotniczy zlokalizowany w mieście Melchor de Mencos w Gwatemali.